# Agron Sulaj
Agron Sulaj (Valona, 25 gennaio 1952 – 8 aprile 1996) è stato un allenatore di calcio e calciatore albanese, di ruolo centrocampista.

## Carriera

### Giocatore
Dal 1970 al 1978 ha militato nel Flamurtari Valona, con cui ha giocato nella prima divisione albanese.

### Allenatore
Dal 1978 al 1984 ha allenato sempre nella prima divisione albanese il Flamurtari Valona, squadra in cui aveva giocato per 8 anni da giocatore; successivamente, dal 1985 al 1987 è stato allenatore della nazionale maggiore albanese.
Ha poi allenato la nazionale albanese anche nel 1990.
Nella stagione 1991-1992 ha allenato la squadra Berretti del Potenza.